# Lasam
Ne doit pas être confondu avec Lasem.
Lasam est une municipalité de la province de Cagayan, aux Philippines.

## Barangays
| - Aggunetan - Alannay - Battalan - Calapangan Norte - Calapangan Sur - Callao Norte - Callao Sur - Cataliganan - Finugo Norte - Gabun - Ignacio B. Jurado (Finugu Sur) - Magsaysay - Malinta - Minanga Sur - Minanga Norte | - Nicolas Agatep - Peru - Centro I (Pob.) - San Pedro - Sicalao - Tagao - Tucalan Passing - Viga - Cabatacan East (Duldugan) - Cabatacan West - Nabannagan East - Nabannagan West - Centro II (Pob) - Centro III (Pob) - New Orlins |